# 立陶宛文化
立陶宛文化結合了本土傳統，並受到北歐國家的文化影響。立陶宛的基督教傳統則是該國和波蘭的歷史連結的影響。立陶宛的語言及文化和拉脫維亞相似。立陶宛有著波羅的海最單純的人口結構。據2001年人口普查，立陶宛有83.45%的人認為自己是立陶宛人，6.74%是波蘭人，6.31%是俄羅斯人，1.23%是白俄羅斯人，2.27%是其他 。立陶宛的波蘭人集中在維爾紐斯地區。立陶宛的官方語言是立陶宛語，一些學者認為立陶宛語是最接近原始印歐語的語言。立陶宛大多數人是天主教徒。據2001年普查，79%的立陶宛人是羅馬天主教徒。天主教在立陶宛抵抗蘇聯統治中發揮了重要作用。